# شهرستان لنه
شهرستان لنه (به استونیایی: Lääne maakond) یکی از شهرستان‌های کشور استونی است.
این شهرستان در سال ۲۰۱۱ میلادی ۲۷٬۲۸۳ نفر جمعیت داشته‌است و مرکز آن شهر هاپسالو است.

## نگارخانه

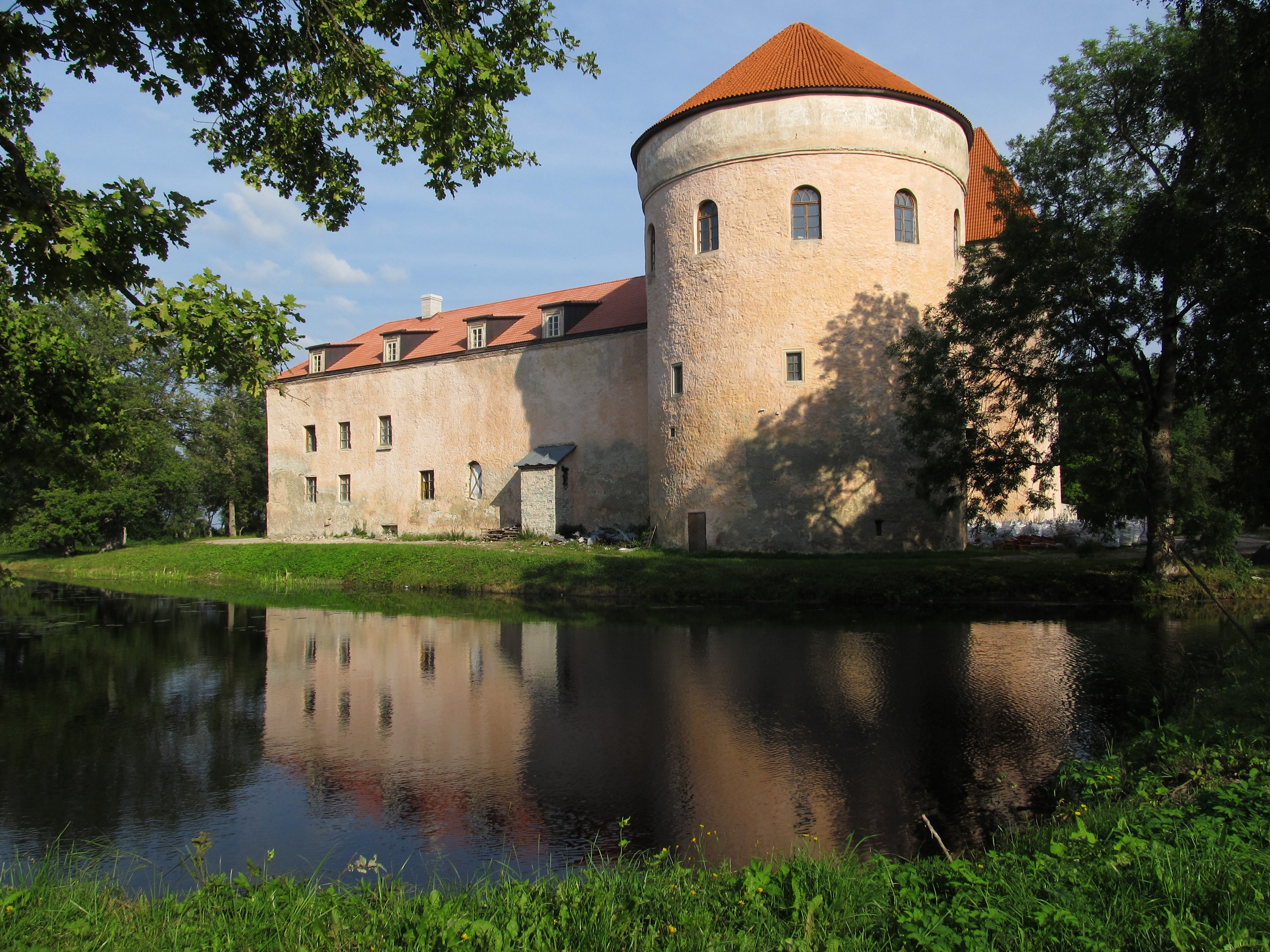
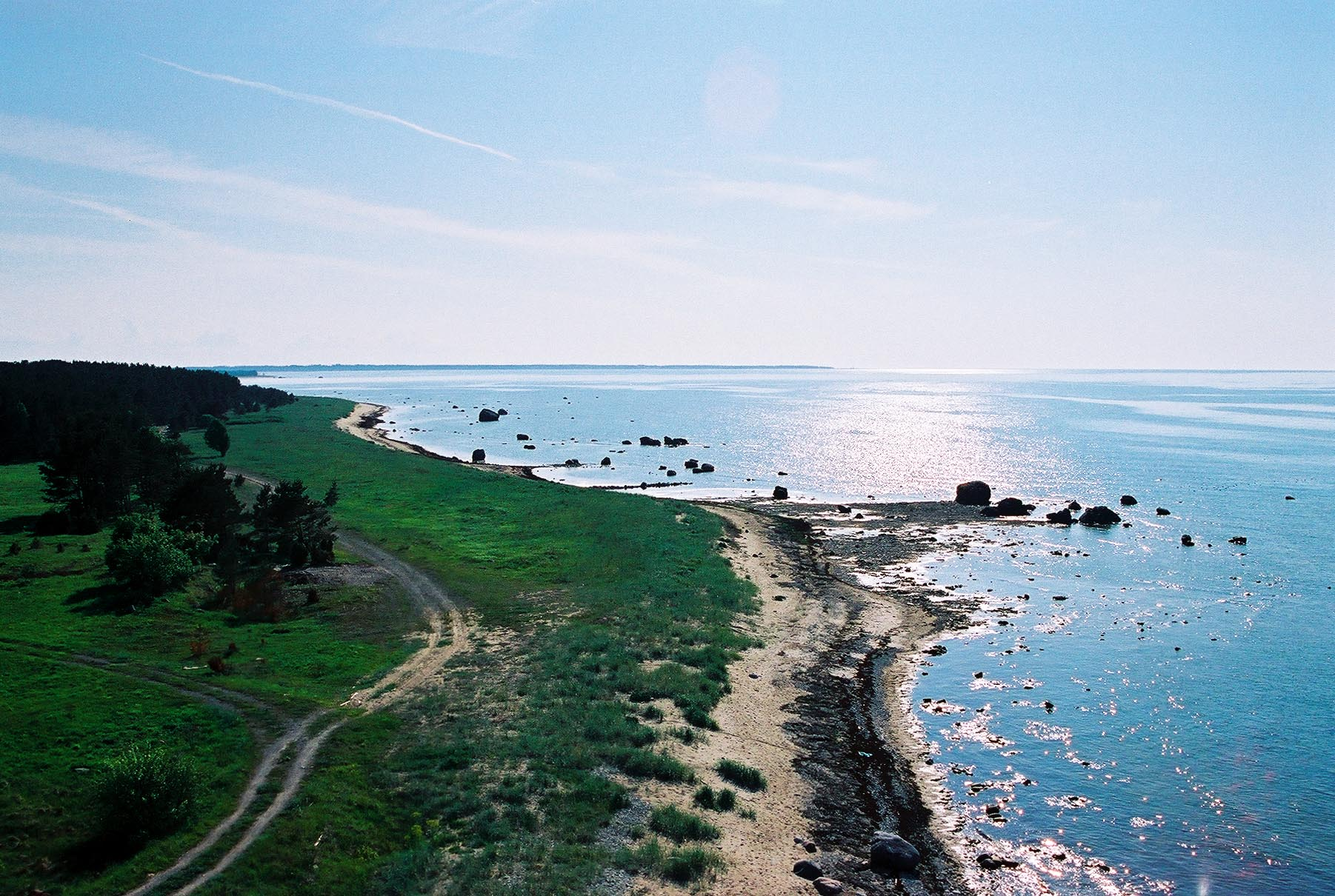
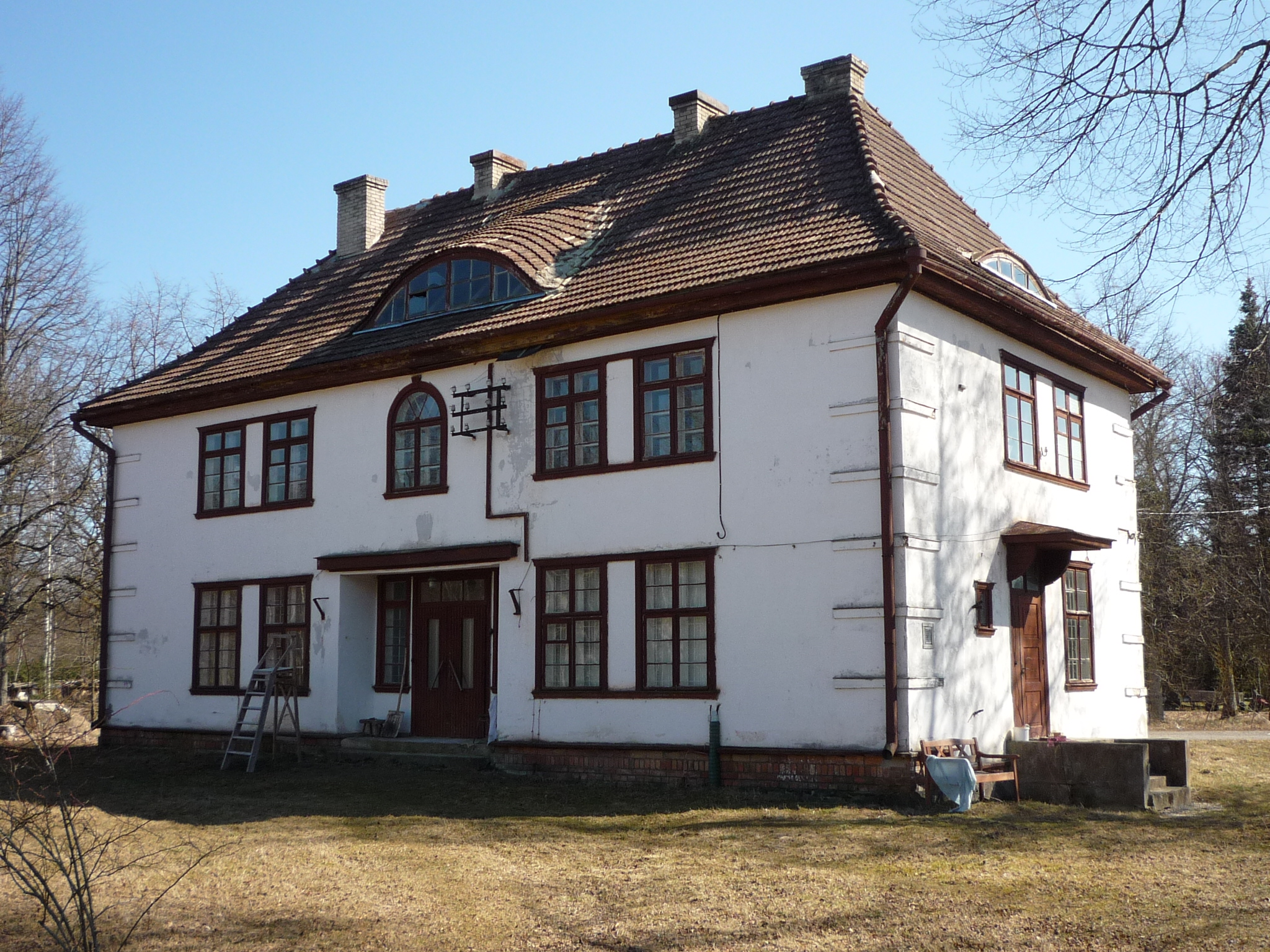
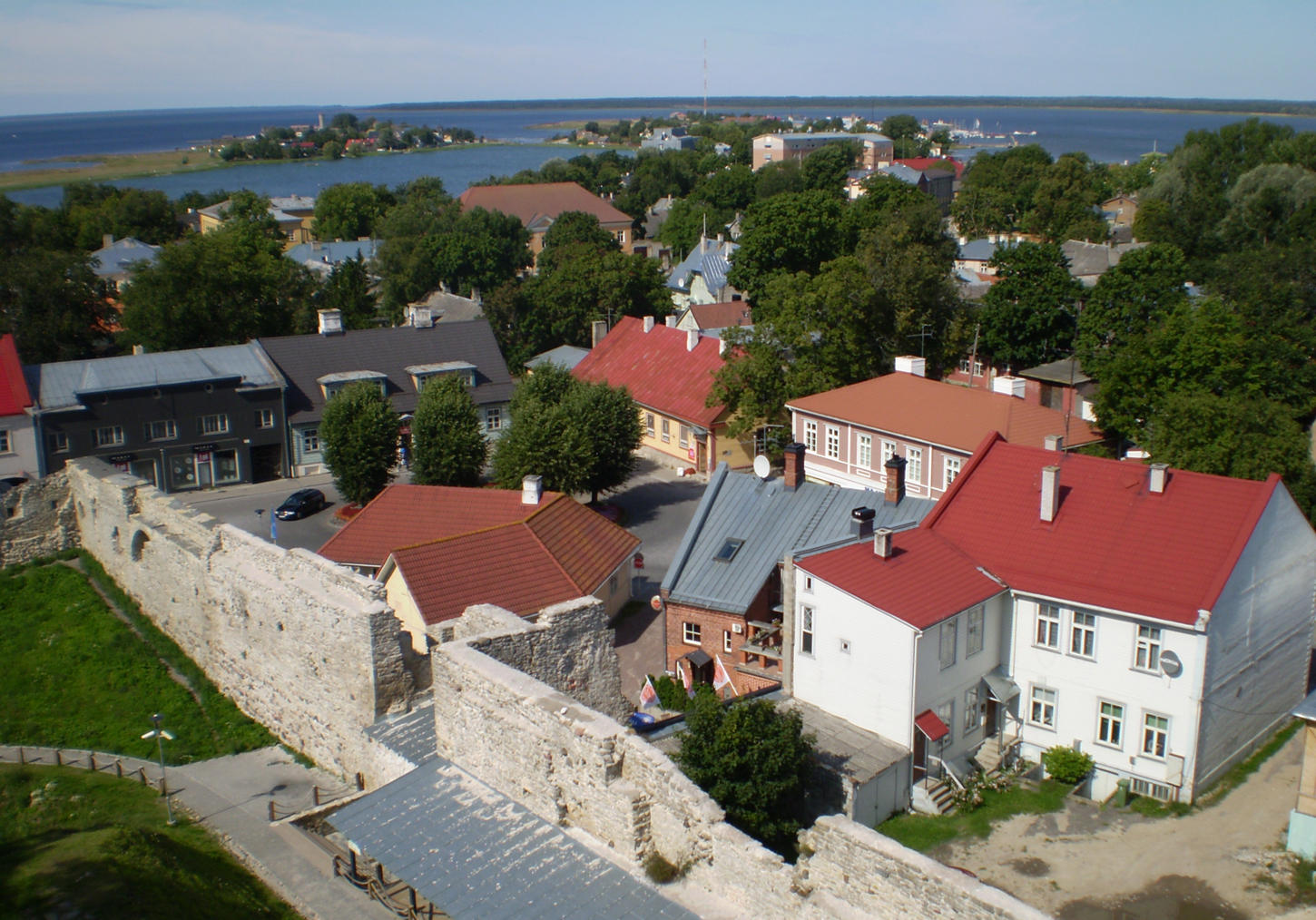
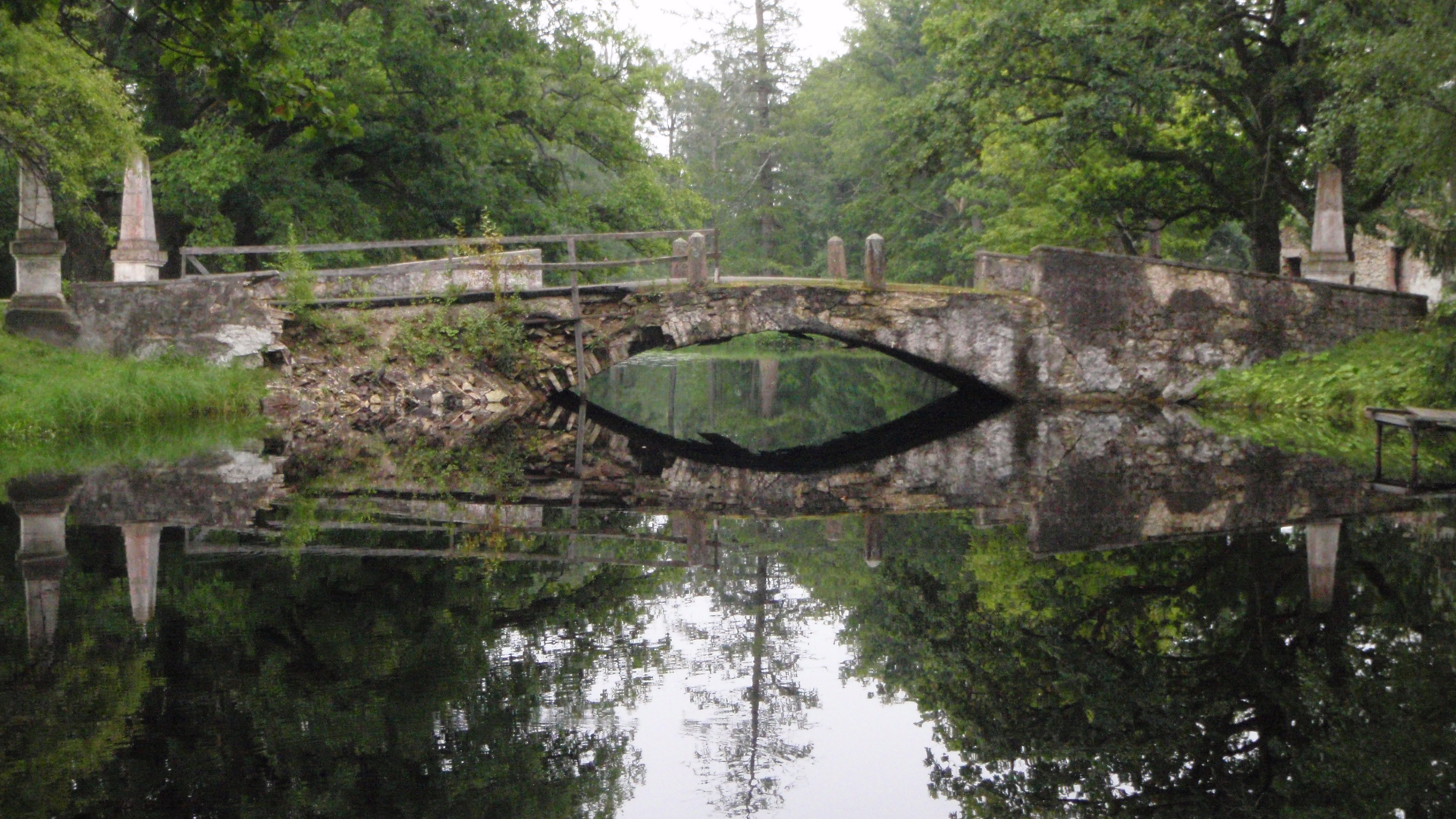
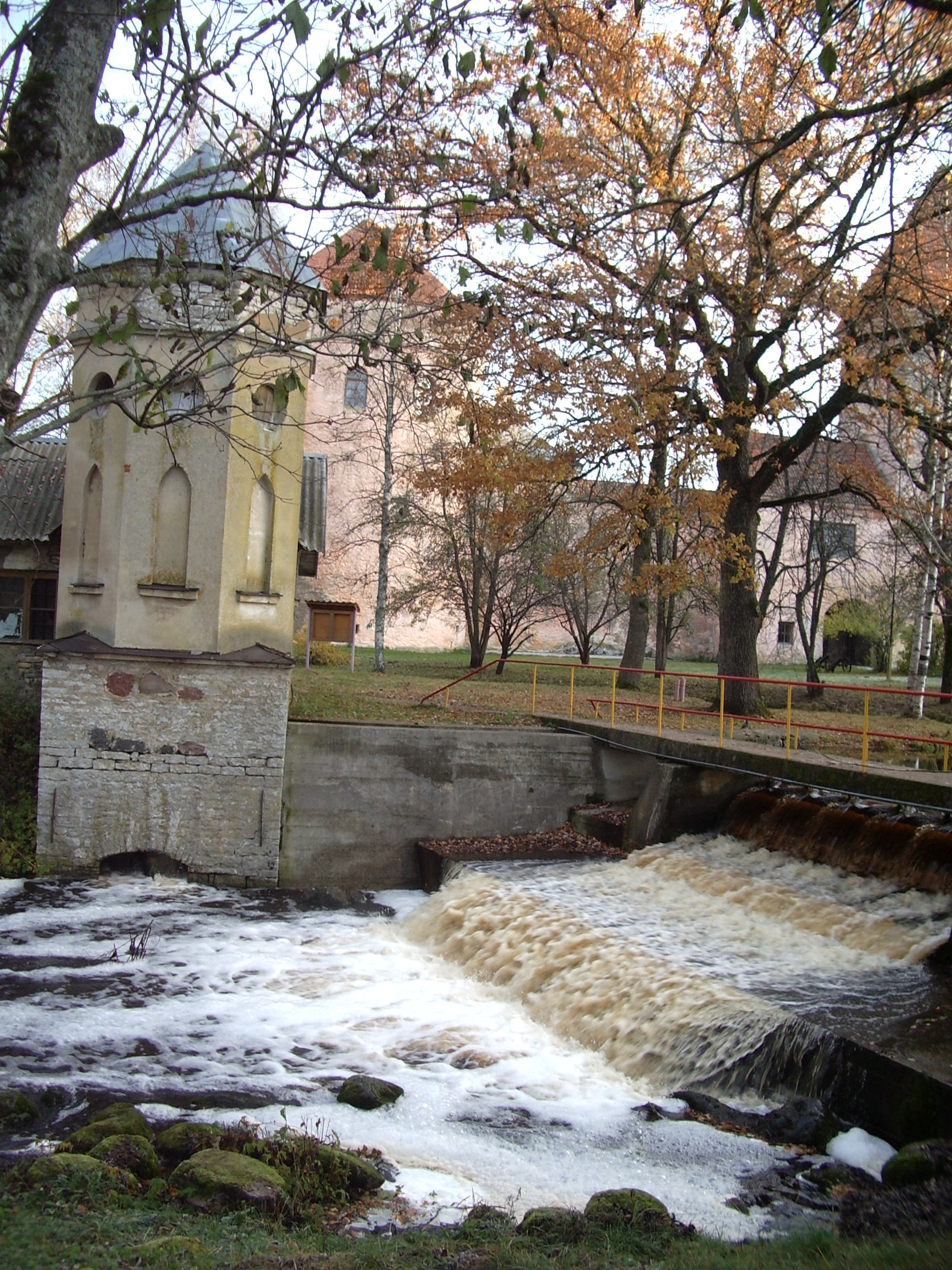

## شهرداری‌ها

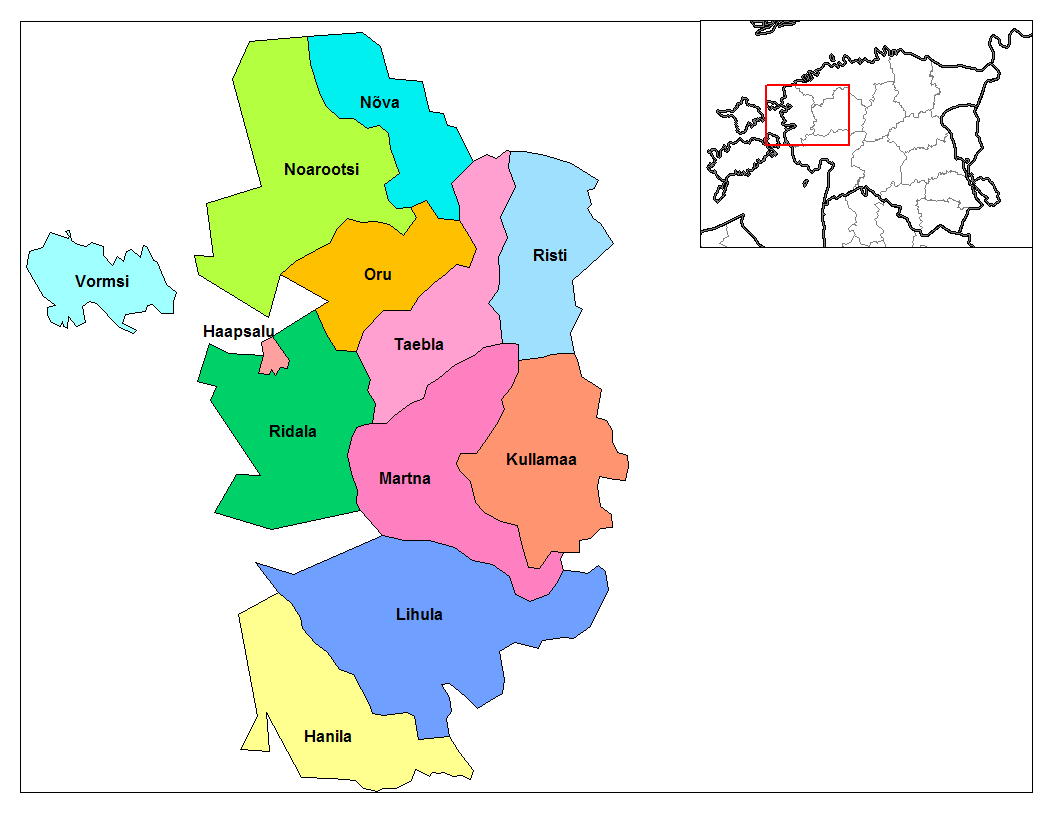
شهرداری‌های شهرستان لنه

| رتبه | شهرداری           | نوع     | جمعیت (۲۰۱۸) | مساحت km2 | تراکم |
| ---- | ----------------- | ------- | ------------ | --------- | ----- |
| ۱    | هاپسالو           | شهری    | ۱۳٬۵۱۶       | ۲۶۴       | ۵۱٫۲  |
| ۲    | دهستان لنه-نیگولا | روستایی | ۷٬۲۳۹        | ۱٬۴۵۱     | ۵٫۰   |
| ۳    | دهستان وورمسی     | روستایی | ۴۱۹          | ۹۳        | ۴٫۵   |